# Cena Tomáše Zelenky
Cena Tomáše Zelenky je individuální trofej pro nejlepšího hráče sezony 1. české hokejové ligy. Toto ocenění se uděluje z iniciativy webu Hokej.cz od sezony 2018/2019. O jejichž držitelích rozhodují zástupci ze všech klubů 1. ligy. Trofej je pojmenována po bývalým hráči Tomáše Zelenky, který utrpěl vážné zranění v prvoligovém zápase SK Horácká Slavia Třebíč proti HC Dukla Jihlava (dne 22. února 2001). Samotná trofej váží 6,5 kilogramu a je vysoká 48 centimetrů, dominant ceny je skleněný puk, který je vložen vevnitř trofeje.

## Držitelé
| Sezóna    | Hráč            | Tým                        |
| --------- | --------------- | -------------------------- |
| 2018/2019 | Luboš Rob       | VHK ROBE Vsetín            |
| 2019/2020 | Pavel Pýcha     | ČEZ Motor České Budějovice |
| 2020/2021 | Tomáš Plekanec  | Rytíři Kladno              |
| 2021/2022 | Luboš Rob       | VHK ROBE Vsetín            |
| 2022/2023 | Martin Dočekal  | SK Horácká Slavia Třebíč   |
| 2023/2024 | Martin Dočekal  | SK Horácká Slavia Třebíč   |
| 2024/2025 | Tomáš Čachotský | HC Dukla Jihlava           |